# W.I.T.C.H. Czarodziejki
W.I.T.C.H. Czarodziejki (ang. W.I.T.C.H., 2004–2006) – amerykańsko-francuski serial animowany stworzony na podstawie włoskiego komiksu. Opowiada historię pięciu dziewcząt o magicznych zdolnościach, które bronią świat przed złem.

## Opis fabuły

### Seria 1
Książę Phobos siłą przejął władzę nad równoległym do Ziemi światem – Meridianem. „Serce Kondrakaru” posiada moc zamykania portali między światami, przez które siły zła mogłyby dokonać inwazji. W późniejszym etapie przygód strażniczek serce łączy się z Pieczęcią Phobosa (znalezioną przez Blunka – przyjaznego potworka-paslinga z Meridianu), i odtąd potrafi otwierać portale.
Sami mieszkańcy Meridianu nie są zachwyceni swym władcą, Phobosem – niektórzy tworzą swego rodzaju „ruch oporu”. Przywódcą buntowników Meridianu jest Caleb, który przedostaje się na Ziemię w poszukiwaniu Strażniczek Sieci. Zakochuje się on z wzajemnością w jednej z nich – Cornelii.
Planem Phobosa jest przejęcie władzy nad Meridianem, a w późniejszym czasie nad całym wszechświatem, jednakże nie posiada on dostatecznej na to potęgi. Dlatego za wszelką cenę stara się odnaleźć swoją siostrę Elyon. To ona, jako prawowita następczymi tronu, posiada moc, której pożąda Phobos. Lecz Elyon znajduje się na Ziemi, gdzie została ukryta dla ochrony przed swym nikczemnym bratem.
Z pomocą swego zmiennokształtnego sługi, Cedrica, który otwiera na ziemi księgarnię i zaprzyjaźnia się z Elyon, Phobos przekonuje siostrę, że to on jest dobry, a Strażniczki są złe. Ostatecznie Elyon wraca do Meridianu, gdzie ma zostać „koronowana” – w rzeczywistości Phobos ma przejąć w tym momencie jej moc. Na szczęście Strażniczki Sieci z pomocą Caleba i buntowników ratują Elyon i pokonują Phobosa. Elyon staje się królową Meridianu. Chłopak Will, Matt, odkrywa tajemnicę Strażniczek i obiecuje, że nic nikomu nie powie.

### Seria 2
Dziewczyny składają pierwszą wizytę w Kondrakarze. Po likwidacji sieci zostają Strażniczkami Nieskończonych Wymiarów. Wkrótce potem w Meridianie i na Ziemi dzieją się dziwne rzeczy. Zgodnie z obawami Yan Lin powraca Nerissa, była strażniczka. Chce ona zemścić się na Zgromadzeniu Kondrakaru za uwięzienie 40 lat wcześniej. Dodatkowo Nerissa zamyka Elyon w Sercu Meridianu i porywa ją.
Później porywa Matta i tworzy z niego swego złego sługę Shagona. Tworzy też Khora, Thridarda i Ember. Caleb odkrywa, że Nerissa jest jego matką. Nerissa zamierza przywrócić dawne Strażniczki i przywraca do życia Cassidy. Razem z Shagonem, Thridartem, Khorem i Ember atakują Kondrakar i porywają Halinor. Nerissa zamyka Zgromadzenie Kondrakaru w magicznej kuli. Potem postanawia porwać Kadmę. Udaje jej się to, potem łączy Serce Meridianu i Serce Zamballi, tworząc z nich Pieczęć Nerissy.
Gdy Nerissa porwała Yan Lin, ona nie chciała współpracować z dawną przyjaciółką. Nerissa tworzy Altermere i więzi prawdziwą Yan Lin w swojej Pieczęci. Dwa pokolenia Strażniczek walczą ze sobą w kilkunastu bitwach. Matt wyrywa się spod władzy Nerissy i niszczy wcielenie Shagona, pozostawiając jego moc. W.I.T.C.H. dowiadują się, że młodsza siostra Cornelii jest Sercem Ziemi. Matt, jego popielica pan Huggles i kotek rodziny Hale (którego Cornelia podarowała Lilian) Napoleon stają się Regentami Serca Ziemi. Cztery dawne Strażniczki wyrywają się z władzy Nerissy, ale ona zamyka je w Pieczęci i jest teraz w posiadaniu wszystkich mocy.
W.I.T.C.H uwalniają Phobosa, Mirandę i Cedrica, by pomogli im pokonać Nerissę. Zamknęli Nerissę w jej Pieczęci. Za pomocą Pieczęci Nerissy Phobos przejmuje władzę nad Meridianem. Wraz ze swoimi ludźmi atakuje Kondrakar. Cedric połyka Phobosa i zdobywszy jego moc, atakuje Ziemię. W.I.T.C.H. go powstrzymują, stając się swoimi mocami. Nerissa pozostaje zamknięta w Sercu Meridianu, z którego wydostają się Elyon i reszta dawnych Strażniczek. Elyon wraca na swój tron, a Phobos i jego ludzie zostają zamknięci w lochu.

## Postacie

### Strażniczki
Każda ze strażniczek posiada inną moc: Will łączy w jedno wszystkie żywioły, dzięki czemu zwiększa ich siłę, Irma panuje nad wodą, Taranee nad ogniem, Cornelia nad ziemią, a Hay Lin nad powietrzem. W drugiej serii dziewczyny zyskują nowe moce: Will strzela błyskawicami oraz może ożywiać przedmioty, Cornelia posiada moc telekinezy, oraz może się zmieniać w starszą dziewczynę, Irma może wpływać na myśli innych osób, a także zmieniać kolory przedmiotów, Taranee może kontaktować się telepatycznie z innym strażniczkami, natomiast Hay Lin potrafi stać się niewidzialna.
- Will Vandom – ma rude włosy. Chodzi do klasy z Cornelią i Elyon. Lubi pływać i jeździć na rowerze. Jej ulubionym sportem jest pływanie, kolekcjonuje żaby. Jej ulubiony kolor to fioletowy. Mieszka z mamą na przedmieściach w Heatherfield. Powierniczka Serca Kondrakaru. Zakochana z wzajemnością w Mattcie.

Żywioł: kwintesencja. Urodziny: 19 stycznia. Znak zodiaku: koziorożec. Ulubione przedmioty: biologia, chemia i fizyka.
- Irma Lair – ma ciemne blond włosy. Jej hobby to słuchanie muzyki jej ulubionej piosenkarki – Karmilli. Chodzi do klasy z Taranee i Hay Lin. Często kłóci się z Cornelią. Mieszka z mamą Anną, tatą Tomem (policjantem) i bratem Christopherem. Irma ma moc wody. Potrafi nawet zatrzymać morskie fale.

Żywioł: woda. Urodziny: 13 marca. Znak zodiaku: ryby. Ulubiony przedmiot: geografia.
- Taranee Cook – ma czarne włosy i nosi okulary. Uwielbia grać w koszykówkę. Chodzi do klasy z Irmą i Hay Lin. Taranee panuje nad ogniem. Lubi ciepłe kolory. Świetnie jeździ na rolkach. Jej największą pasją jest fotografowanie. Mieszka z tatą Lionelem (psychologiem), mamą Theresą (pracującą w sądzie) oraz bratem Peterem, który zakochał się w Cornelii (nie będącej pewną uczuć co do niego). Chodzi z Nigelem.

Żywioł: ogień. Urodziny: 23 marca. Znak zodiaku: baran. Ulubiony przedmiot: matematyka.
- Cornelia Hale – ma blond włosy, jest bardzo zarozumiała. Jej najlepszą przyjaciółką była Elyon uwięziona przez swego brata Phobosa. Obecnie Cornelia jest poważna, śmiała i odważna. Jednak ma najwięcej rozsądku z całej piątki – „twardo stąpa po ziemi”. Lubi decydować sama za siebie. Najważniejszy dla Cornelii jest jej wygląd. Jej hobby to jazda na łyżwach i zakupy. Ulubiony sport to łyżwiarstwo, zdobyła 9 złotych medali w tym sporcie (dowiadujemy się tego w odcinku 32 – Fasady). Jej żywiołem jest ziemia. Jej siostra Lilian jest Sercem Ziemi. Tworzy parę z Calebem.

Żywioł: ziemia. Urodziny: 10 maja. Znak zodiaku: byk. Ulubiony przedmiot: historia.
- Hay Lin – ma czarne włosy. Jej żywioł to powietrze. Uwielbia projektować ubrania i wierzy w istnienie istot pozaziemskich. Chodzi do klasy z Irmą i Taranee. Mieszka z tatą Chenem, mamą Joan i babcią Yan Lin. Hay Lin jest wesoła, bywa roztrzepana i dziecinna.Jej chłopakiem jest Eryk.

Żywioł: powietrze. Urodziny: 4 czerwca. Znak zodiaku: bliźnięta. Ulubiony przedmiot: plastyka, astronomia.

### Sprzymierzeńcy
Regenci Serca Ziemi
- Matt Olsen – chłopak Will. Z początku nie wiedział nic o W.I.T.C.H., ale potem zobaczył jak dziewczyny wchodzą do portalu i przeszedł z nimi do innego świata. Kiedyś był złym Shagonem i żywił się nienawiścią, ale w końcu go przezwyciężył i utracił moc. Dzięki Sercu Ziemi odzyskał moc, tylko że stanął po stronie dobra.
- Pan Huggles – popielica Matta. Kiedyś był Khorem i żywił się gniewem, ale w końcu go przezwyciężył i utracił moc. Dzięki Sercu Ziemi odzyskał moc, tylko że stanął po stronie dobra.
- Napoleon – kot rodziny Hale. Dzięki mocy Serca Ziemi potrafi mówić i zmieniać formę, podobnie jak Matt i Pan Huggles. Może zmienić się w wielkiego kota. Stał się Regentem Serca Ziemi.

Meridiańczycy
- Elyon – królowa Meridianu, która ma wielką moc. Jest siostrą księcia Phobosa. Phobos wraz z Cedrikiem szukał jej na Ziemi, bowiem tam została ukryta przed swoim nikczemnym bratem. Jej najlepszą przyjaciółką jest Cornelia i Alchemy.
- Caleb – młody przywódca buntowników. Jeden z pierwszych sojuszników W.I.T.C.H, wielokrotnie pomaga im w potrzebie, tak samo jak one jemu. Często przebywa na Ziemi, aby szukać środków na walkę z Phobosem. W późniejszym czasie tworzy parę z Cornelią. Po obaleniu rządów Phobosa zostaje jednym z meridiańskich dowódców oraz jednym ze strażników Kondrakaru. Jest synem Juliana i złej Nerissy.
- Blunk – przechodzący (potrafi wyczuć, w którym miejscu znajdują się portale), którego Caleb poznaje będąc w więzieniu Phobosa. Najwięcej czasu spędza na Ziemi, gdzie poszukuje różnych skarbów, którymi najczęściej są śmieci. Na początku za pewną opłatą znajduje portale, chociażby na prośbę Caleba i W.I.T.C.H. Z biegiem czasu zaczyna działać bezinteresownie w misjach W.I.T.C.H. W drugiej serii dostaje Ząb Tonga, pozwalający mu na teleportację kiedy tylko chce.
- Julian – ojciec Caleba. Dłuższy czas myślano, że zginął w bitwie pod Szarym Lasem. W rzeczywistości jednak był przetrzymywany w podwodnych kopalniach. Mimo swojego wieku, dalej jest niezwykle sprawnym wojownikiem.
- Aldarn – jeden z przywódców rebelii i najlepszy przyjaciel Caleba. Po obaleniu złego księcia Phobosa, postanawia zostać kowalem.
- Drake – kapitan rebelii, przyjaciel Caleba i Aldarna. Po obaleniu Phobosa zostaje jednym z meridiańskich dowódców.
- Vathek – strażnik więzienny Phobosa, w rzeczywistości szpieg rebeliantów. Dostarcza im wielu użytecznych informacji. Kiedy jego zdrada wychodzi na jaw, odważnie kontynuuje walkę wraz z rebeliantami. Po obaleniu Phobosa, zostaje przywódcą strażników więziennych pilnujących złego księcia.
- Akedon – kowal, ojciec Aldarna. Był uwięziony razem z Julianem w podwodnych kopalniach. Wystąpił w odcinkach „Podwodna kopalnia” i „Szczyt”.
- Tynar – jeden z humanoidów, które w pierwszej serii służyły Phobosowi. Tyner przeciwstawił mu się jako pierwszy.
- Alborn – przybrany ojciec Elyon w Heatherfield, przez wiele lat wychowywał dziewczynę jak zwykłą Ziemiankę.
- Miradiel – przybrana matka Elyon. Razem z mężem ukrywała przed Elyon prawdę o jej pochodzeniu.
- Galgheita Rudolph – nauczycielka matematyki w szkole, do której chodzą W.I.T.C.H. Pochodzi z Meridianu.
- matka Blunka – pasling

Członkowie Rady Kondrakaru
- Yan Lin – babcia Hay Lin, a zarazem była Strażniczka Powietrza. To ona podarowała Will Serce Kondrakaru. Opowiedziała Strażniczkom o kłopotach w Meridianie oraz o Zamballi, Kondrakarze i innych ważnych zadaniach. Więcej czasu spędza na Ziemi niż w Kondrakarze.
- Luba – pilnuje Auramerę (źródło mocy) Strażniczek.
- Wyrocznia – pan Kondrakaru, który ma potężne moce i zna całą historię fortecy.
- Tibor – dobry przyjaciel Wyroczni, zawsze zgodny z jego decyzjami.
- Althor – doradca Wyroczni, został uwięziony w kuli razem z Wyrocznią i Tiborem.
- Halinor – doradczyni Wyroczni, była strażniczka Ognia. Jej największą wadą jest strach.

Zamballanie
- Kadma – królowa Zamballi, była Strażniczka Ziemi. Jej największą wadą jest duma.
- Ironwood – pani-drzewo. Dostała od Królowej Kadmy Serce Zambalii.
- Arrowroot – pan-drzewo, mąż Ironwood.
- Konarek – dziecko-drzewo, syn Ironwood i Arrowroot.

Inni
- Raythor, Gargoyle i Sandpit – stają się dobrzy pod koniec drugiej serii i pomagają Czarodziejkom.
- Cassidy – była Strażniczka Wody. Po tym jak moc Nerissy ją owładnęła, Wyrocznia dał Cassidy moc Nerissy. Nerissa błagała Cassidy, by ta oddała jej moc. Gdy dziewczyna odmówiła, wściekła Nerissa ją zabiła. W drugiej serii Nerissa przywołała duszę Cassidy, by przekonać ją do dołączenia do dawnych strażniczek.

### Wrogowie
- Książę Phobos – starszy brat Elyon, który po jej tajemniczym zniknięciu objął władzę w Meridianie. Lud Meridianu nienawidził go, ponieważ był władcą, który troszczy się tylko o własne sprawy. Jego najlepszym sługą był Cedric.
- Lord Cedric – nie do końca wierny sługa Phobosa zmieniający się w wężo-jaszczura, dwulicowy, chętnie pozbyłby się swego władcy, lecz brak mu potężnych mocy. Pod koniec ostatniej serii połyka Phobosa, ale zostaje pokonany, wypluwa go i wraca do więzienia.
- Miranda – służebnica Phobosa zamieniająca się w potwora podobnego do pająka, jej lojalność jest często podważana. Udawała przyjaciółkę Elyon. Potrafi strzelać pajęczyną. Lubi jeść mięso paslingów, takich jak Blunk.
- Tracker (Tropiciel) – wojownik Phobosa, prawdopodobnie nieumarły, potrafi z zasobów swojej energii życiowej wytwarzać krwiożercze nietoperze. Nie bez powodu nazywany jest tropicielem – on i jego pies Sniffer mogą znaleźć każdego.
- Sniffer – pies tropiący, należy do Tropiciela. Ma doskonały węch.
- Frost – łowca buntowników, wiernie służący Phobosowi.
- Crimson – nosorożec Frosta. Crimson pomaga mu łapać buntowników.
- Raythor – jeden z dowódców Phobosa. Strażniczki wrobiły go w kradzież ważnego klucza. Wściekły Cedric zepchnął go w przepaść. Od tamtej pory pragnie zemsty.
- Sandpit – żywe piaski, polowały na ludzi, którzy się do nich zbliżały.
- Gargoyle – jednooki olbrzym, przypuszczalnie to golem, jeden z wielu służących Fobosowi, został pozbawiony dłoni przez Will gdy ta zamykała portal.
- Jeek – pasling (przechodzący) pracujący dla Phobosa.
- Kathim – bezbarwny potwór zamieszkujący Meridiańskie jezioro. Kathim nie jest wodą, ale energią wewnątrz niej.
- Herme bestie – świnie potrafiące stać się niewidzialnymi gdy coś je zdenerwuje. Wtedy też zostawiają po sobie fioletowy śluz. Występowały w pierwszej serii.
- Mudslugs – olbrzymie błotne ślimaki hodowane przez Phobosa. Zostały wysłane na Ziemię by zniszczyć strażniczki.
- Skatlersy – wielkie robaki pilnujące więzienia Cavigor.
- Larveki – olbrzymie robaki-gąsienice, strzelające kulami pajęczyny.
- Gargulce – pięć czarnych gargulców odnalezionych przez Cedrica. Potrafią zmieniać swój kształt. W pierwszej serii zmieniły się w strażniczki i spowodowały wielkie zniszczenia w mieście. Przez to Elyon coraz mniej ufała strażniczkom.
- Lurdeny – stwory służące Phobosowi, istnieją zielone i brązowe.
- Tynar – jeden z żołnierzy Phobosa, potem staje się przyjacielem W.I.T.C.H.
- Żołnierze – główne siły Meridianu, słuchają Phobosa jako władcy tej krainy, ale nie wszystkim podoba się to jak ich traktuje.
- Księżniczka Elyon – siostra Phobosa, serce Meridianu. Przez kłamstwa Phobosa zaczęła nienawidzić strażniczek i nieświadomie powodować zło. Potem przeszła na stronę dobra i została królową Meridianu.
- Nerissa – główny wróg, była Strażniczka Kondrakaru, matka Caleba. Za wszelką cenę chce zebrać dawne strażniczki i zniszczyć obecne. Chce także ukraść Serca innych światów.
- Rycerze Zemsty (od odcinka 27 do 36) – Nerissa zebrała Rycerzy Zemsty, by ci zemścili się na strażniczkach. Nerissę naprawdę nie obchodziła ich zemsta, zebrała ich tylko po to, by strażniczki były zajęte, a ona mogła wdrażać w życie swoje plany. Do Rycerzy Zemsty należą:
  - Miranda – uwięziona razem z księciem Phobosem w lochach Mage. Nerissa uwolniła ją z nich. Mimo wolności Miranda nie uwolniła swojego pana – Phobosa.
  - Gargoyle – olbrzym pozbawiony dłoni przez Will. Nerissa dzięki mocy kwintesencji stworzyła mu żelazną maczugę. Pod koniec II serii staje się dobry.
  - Tracker – Nerissa przekonała go do dołączenia do Rycerzy Zemsty. Tracker chciał się zemścić na buntownikach, których sam kiedyś ścigał.
  - Sniffer – pies Trackera, wierny swemu panu.
  - Sandpit – żywe piaski, które dzięki Nerissie stały się człowiekiem-piaskiem. On tak samo jak Gargoyle staje się dobry.
  - Raythor – po tym, jak Strażniczki wrobiły go w kradzież klucza, chciał się zemścić. Został przywódcą Rycerzy Zemsty. Jego jako pierwszego Strażniczki przekonały, żeby stanął po stronie dobra.
  - Frost – chciał zniszczyć Strażniczki na Ziemi. Po porażce przyłączył się do Rycerzy Zemsty.
  - Crimson – nosorożec Frosta.
- Niszczyciele – destrukcyjne stwory, stworzone z prochu i włosa Elyon przez Nerissę.
- Rycerze Zniszczenia (od odcinka 38 do 45) – stworzeni przez Nerissę niszczyciele, żywiący się słabościami przeciwników. Do Rycerzy Zniszczenia należą:
  - Khor (stworzony jako pierwszy, zmutowana popielica Matta) – żywi się gniewem. Po zjednoczeniu przez Nerissę dawnych Strażniczek, razem z Mattem powrócił do dawnej postaci, i dzięki Sercu Ziemi odzyskał moc tylko, że stanął po stronie dobra.
  - Shagon (Shagon najpierw był Mattem, nachodził Will w jej snach) – żywi się nienawiścią. Po zjednoczeniu dawnych Strażniczek Matt powrócił do dawnej postaci i dzięki Sercu Ziemi odzyskał moc tylko że stanął po stronie dobra.
  - Tridart (powstał z lodu, żywi się desperacją przeciwników) – potrafi strzelać lodem i zamrażać przeciwników. Później jego energia została wykorzystana do odmłodzenia dawnych Strażniczek.
  - Ember (powstała z lawy, żywi się bólem) – jej mocą jest lawa i żar. Bardzo wybuchowa i nieposłuszna, czego nienawidzi Nerissa. Później jej energia została wykorzystana do odmłodzenia dawnych Strażniczek.
- C.H.Y.K.N. – poprzednie Strażniczki (od odcinka 45 do 48):
  - Cassidy – była Strażniczka Wody.
  - Halinor – była Strażniczka Ognia.
  - Kadma – była Strażniczka Ziemi.
  - Yan Lin Altermere – została stworzona przez Nerissę po uwięzieniu prawdziwej Yan Lin, aby zastąpiła ją w grupie (odcinek 44). Prawdziwa Yan Lin była wtedy uwięziona w Pieczęci Nerissy.
  - Nerissa – była Powierniczką Serca Kondrakaru, włada mocą Kwintesencji.
- Książę Phobos – strażniczki uwolniły jego i Cedrica, mieli im pomóc pokonać Nerissę, lecz gdy ją pokonali, Phobos przywłaszczył sobie jej Pieczęć.
- Lord Cedric – przejął moc Nerissy (wcześniej przejętą przez księcia Phobosa), połykając Phobosa. Strażniczki pokonały go w ostatnim odcinku.

### Inne postacie
- Nigel Ascroft – chłopak Taranee, przyjaciel Matta i Eryka, były członek paczki Uriah.
- Eryk Lyndon – chłopak Hay Lin, przyjaciel Matta i Nigela.
- Andrew Hornby – chłopak, który jest miłością Irmy.
- Martin Tubbs – przypomina szkolnego prymusa, jest zakochany w Irmie.
- Uriah Dunn – największy rozrabiaka w szkole.
- Kurt Van Buren – kumpel Uriah.
- Laurent Clubberman – kumpel Uriah.
- Alchemy – przyjaciółka szkolna Will, Irmy, Taranee, Cornelii, Hay Lin i Elyon.
- Bess i Courtney Grumper – siostry bliźniaczki, rozpowiadają plotki w szkole.
- Peter Cook – starszy brat Taranee.
- Chris Lair – młodszy brat Irmy.
- Lilian Hale – młodsza siostra Cornelii, Serce Ziemi.
- Susan Vandom – samotna mama Will.
- Thomas Vandom – ojciec Will. Są z Susan w separacji.
- Anna i Tom Lair – rodzice Irmy.
- Lionel i Theresa Cook – rodzice Taranee.
- Elisabeth i Harold Hale – rodzice Cornelii.
- Joan Lin i Chen Lin – rodzice Hay Lin.
- Herbert Olsen – dziadek Matta.
- Dr Knickerbocker – dyrektorka szkoły.
- Prof. Dean Collins – nauczyciel historii, przyjaźni się z Susan Vandom.
- Prof. Raphael Sylla – profesor informatyki w Sheffield Institute, agent Interpolu będący pomocnikiem Marii i Joela.
- Agent Maria Medina – agentka Interpolu.
- Agent Joel McTiennan – agent Interpolu, partner Marii.
- Zachariasz Lyndon – dziadek Eryka, chłopaka Hay Lin

## Serca i magiczne przedmioty
- Serce Kondrakaru – różowy kryształ, będący jednocześnie jedną z mocy Will. W późniejszym czasie pozwala otwierać portale.
- Serce Ziemi – Lilian (młodsza siostra Cornelii). Dzięki tak wielkiej mocy jej życzenia się spełniają. Regenci: Matt, Pan Huggles, Napoleon
- Serce Meridianu – Elyon we własnej osobie.
- Serce Zambalii – magiczna laska z fioletowym kryształem, należąca do Kadmy.
- Serce Aridii – Kamienny Człowiek.
- Nieprawowite Serce Meridianu – książę Phobos.
- Pieczęć Nerissy – Serce Zambalii połączone z Sercem Meridianu.
- Berło Phobosa – inaczej pieczęć Nerissy. Phobos zmienił jej nazwę wedle swojego upodobania.
- Gwiazda Threbe – kryształ z siedmioma ramionami, który był poszukiwany przez tysiąc lat. Pomógł odnaleźć Cedricowi księżniczkę Elyon.
- Pierścień Mage – otwiera szczeliny między światami.
- Ząb Tonga – pozwala tworzyć szczeliny między światami, tzw. portale. Blunk dostał go od Wyroczni.
- Klejnot z korony Weiry – klejnot który Nerissa dała Elyon pod przebraniem Trill. Klejnot ten wysysał z niej moc. Gdy wreszcie wyssał z niej całą moc Nerissa uwięziła Elyon wewnątrz niego.
- Róg Hipnosa – wprowadzał wszystkich słuchaczy w stan hipnozy. Zombie byli posłuszni temu, kto grał na rogu.
- Mapa Dwunastu Portali – mapa wskazująca portale, czyli przejścia pomiędzy światami.
- Księga Sekretów – należała do Phobosa. Był to rodzaj pamiętnika gdzie zapisywał wszystkie swoje zamiary.
- Auramere – zbiór wszystkich mocy Strażniczek, czyli: Ziemia, Ogień, Powietrze, Woda i Kwintesencja. Znajduje się one w Kondrakarze. Jego strażniczką jest Luba.
- Pieczęć Phobosa – amulet otwierający portale.
- Laska Nerissy – dziwna laska z granatowym kryształem, którą ma Nerissa. W odcinku 43, gdy nieświadoma niczego Kadma tworzy Pieczęć Nerissy, ta laska nie jest już pokazywana.

## Światy
- Ziemia – planeta, na której mieszkają Strażniczki Kondrakaru.
- Kondrakar – mistyczny świat ukryty między chmurami. Sprawuje tam władzę Wyrocznia.
- Meridian – piękny świat, nad którym chciał władać książę Phobos. Później królową została Elyon.
- Zamballa – świat mający różne odcienie różu, jego mieszkańcy to ludzie-drzewa. Władzę sprawowała tam Kadma.
- Aridia – planeta kamieni i głazów. Serce Aridii to Kamienny Człowiek.

## Wersja polska
Wersja polska: na zlecenie Jetix – IZ-Text

Dźwięk:
- Michał Kuczera (odc. 1-26),
- Iwo Dowsilas (odc. 27-52),
- Mirosław Gągola (odc. 40-52)

Montaż:
- Norbert Rudzik (odc. 1-26),
- Iwo Dowsilas (odc. 27-52),
- Mirosław Gągola (odc. 40-52)

Udźwiękowienie:
- Zbigniew Malecki (odc. 1-26),
- Mirosław Gągola (odc. 27-39)

Reżyseria: Ireneusz Załóg (odc. 27-52)
Tekst polski:
- Agnieszka Klucznik (odc. 1-26),
- Natalia Bartkowska (odc. 27-39),
- Anna Hajduk (odc. 40-52)

W polskiej wersji wystąpili:
- Izabella Malik –
  - Irma,
  - Yan Lin,
  - Mage,
  - Taranee (jedna scena – błąd dubbingu, odc. 1, 14),
  - jedna z gości na urodzinach Will (odc. 4),
  - Kropla Astralna Irmy (odc. 8),
  - jedna z kobiet w obrazie Eliasa (odc. 10),
  - klientka Srebrnego Smoka (odc. 11),
  - jedna z uczennic (odc. 13),
  - jedna z uczennic (odc. 15),
  - Mogriff w postaci Irmy (odc. 18),
  - Hay Lin (jedna scena – błąd dubbingu, odc. 18, 26),
  - młoda Galgheita Rudolph (odc. 20),
  - jedna z buntowniczek (odc. 24),
  - Will (jedna scena – błąd dubbingu, odc. 25),
  - Blunk (jedna scena – błąd dubbingu, odc. 25),
  - jedna z uczennic (odc. 31),
  - Tracker z głosem Irmy (odc. 31),
  - jedna z Nomadianek (odc. 33),
  - Halinor (fragment – błąd dubbingu, odc. 37),
  - Altermere Yan Lin (odc. 44-48, 50-52)
- Magdalena Korczyńska –
  - Will,
  - Taranee,
  - jedna z klientek centrum handlowego (odc. 4),
  - Hay Lin (fragment – błąd dubbingu, odc. 5, 19),
  - żona czarnoskórego klienta Srebrnego Smoka (odc. 6),
  - Sandra (jedna scena – błąd dubbingu, odc. 7),
  - jedna z narciarek (odc. 7),
  - Kropla Astralna / Altermere Will (odc. 8, 34),
  - Kropla Astralna Taranee (odc. 8),
  - Szepczący (odc. 18, 20),
  - jedna z Meridianek (odc. 18),
  - Mogriff w postaci Will (odc. 18),
  - Mogriff w postaci Taranee (odc. 18),
  - kobieta przy domu pokazowym (odc. 26),
  - Irma (fragment – błąd dubbingu, odc. 26, 43),
  - Cornelia (fragment – błąd dubbingu, odc. 28, 43),
  - niezadowolona klientka Srebrnego Smoka (odc. 30),
  - Nerissa w postaci Will (odc. 35, 42),
  - Nerissa w postaci Taranee (odc. 35, 44),
  - Miradiel (jedna scena – błąd dubbingu, odc. 36),
  - Konarek (odc. 42),
  - Ember w postaci Taranee (odc. 42)
- Anita Sajnóg –
  - Cornelia,
  - Hay Lin,
  - Susan Vandom (odc. 1),
  - Nimfa Xin Jing (odc. 8),
  - Kropla Astralna Cornelii (odc. 8, 18),
  - Kropla Astralna Hay Lin (odc. 8),
  - chłopiec, który myślał, że obraz Eliasa to telewizor (odc. 10),
  - chłopiec, który zauważył w obrazie Eliasa motor i kulę do kręgli (odc. 10),
  - znajoma Trill (odc. 12),
  - jedna z uczennic (odc. 13),
  - jedna z uczennic (odc. 15),
  - Chris (odc. 15, 49),
  - Mogriff w postaci Cornelii (odc. 18),
  - Mogriff w postaci Hay Lin (odc. 18),
  - jedna z uczennic (odc. 27),
  - jedna z klientek Srebrnego Smoka (odc. 30),
  - chłopiec (odc. 30),
  - Lilian (odc. 30, 39),
  - jedna z uczennic (odc. 31),
  - Nerissa w postaci Hay Lin (odc. 35),
  - Theresa Cook (fragment – błąd dubbingu, odc. 37),
  - chłopiec w szpitalu (odc. 39),
  - Emily (odc. 39),
  - Khor w postaci Cornelii (odc. 42),
  - Alchemy (odc. 45),
  - Taranee (fragment – błąd dubbingu, odc. 46),
  - Nerissa w postaci Cornelii (odc. 47),
  - mama Blunka (odc. 50-52)
- Radosław Kaliski –
  - Caleb,
  - Frost,
  - jeden z buntowników (odc. 20),
  - jeden ze strażników (odc. 26),
  - Drake (jedna scena – błąd dubbingu, odc. 28),
  - Matt (jedna scena – błąd dubbingu, odc. 30),
  - Julian (jedna scena – błąd dubbingu, odc. 41),
  - Tridart (jedna scena – błąd dubbingu, odc. 43)
- Konrad Ignatowski –
  - Blunk,
  - Matt / Shagon,
  - Aldarn,
  - Caleb (fragment – błąd dubbingu, odc. 7, 25),
  - DJ stacji Smutne Radio w Heatherfield (odc. 15),
  - głos z krótkofalówki (odc. 29),
  - Phil, konsola lodowiska (odc. 32),
  - jeden z żołnierzy (odc. 35),
  - Fobos w postaci Matta (odc. 48),
  - Jeek (odc. 50)
- Ziemowit Pędziwiatr –
  - Cedric,
  - Wyrocznia,
  - Peter,
  - stajenny (odc. 10),
  - Drake (odc. 16),
  - Herbert Olsen (odc. 18, 30, 39),
  - jeden ze strażników (odc. 18),
  - Lurden (odc. 18),
  - Jeek (odc. 19, 24-25, 33),
  - jeden z górników (odc. 19),
  - jeden ze strażników (odc. 19),
  - jeden z więźniów (odc. 19),
  - sędzia na turnieju sportów ekstremalnych (odc. 20),
  - Uriah (jedna scena – błąd dubbingu, odc. 20),
  - jeden z buntowników (odc. 24),
  - Althor (odc. 28),
  - kalkulator Sammy (odc. 29),
  - Lionel Cook (odc. 30, 36),
  - pan MacGruder (odc. 31),
  - jeden ze strażników (odc. 32),
  - lodówka (odc. 34),
  - mechaniczny wampir (odc. 35),
  - zabawkowy wóz strażacki (odc. 35),
  - Nerissa w postaci Wyroczni (odc. 35),
  - Ed, komórka Will (odc. 36, 38),
  - Kurt (odc. 37-38, 45),
  - ochroniarz w klubie (odc. 37),
  - mikrofon Barry (odc. 37),
  - jeden z uczniów (odc. 38),
  - Vance Michael Justin (odc. 41),
  - Ironwood (odc. 42-44),
  - Zachariasz Lyndon (odc. 45),
  - Andrew Hornby (odc. 46, 49),
  - jeden z uczniów (odc. 46)
- Ireneusz Załóg –
  - Fobos,
  - Uriah,
  - Eric,
  - jeden ze strażników (odc. 1),
  - Kurt (odc. 1, 4, 9),
  - kierowca samochodu (odc. 1),
  - jeden ze skaterów (odc. 3),
  - sprzedawca peleryn (odc. 3),
  - strażnik, który ścigał W.I.T.C.H. (odc. 3),
  - strażnik walczący z Cornelią (odc. 3),
  - jeden z uczniów (odc. 4),
  - ochroniarz w centrum handlowym (odc. 4),
  - jeden z gości na urodzinach Will (odc. 4),
  - policjant informujący o Cedricu (odc. 4),
  - czarnoskóry klient Srebrnego Smoka (odc. 6),
  - lektor reklamy (odc. 9),
  - pracownik kina (odc. 9),
  - malarz (odc. 10),
  - jeden z mężczyzn w obrazie Eliasa (odc. 10),
  - Elias Van Dahl (odc. 10),
  - Nigel (odc. 16),
  - jeden ze strażników (odc. 17),
  - Joe, kangur-zabawka (odc. 17),
  - ptak Kaptorex (odc. 18, 25),
  - jeden ze strażników więzienia Cavigor (odc. 21),
  - jeden z więźniów (odc. 21),
  - jeden z buntowników (odc. 22),
  - jeden ze strażników (odc. 22),
  - mężczyzna, który chciał wziąć wodę (odc. 23),
  - jeden z buntowników (odc. 23),
  - Tynar (odc. 24, 26-27, 51),
  - jeden z buntowników (odc. 24),
  - jeden ze strażników (odc. 24),
  - Julian (odc. 24, 50),
  - Jeek (fragment – błąd dubbingu, odc. 24),
  - jeden ze strażników (odc. 26),
  - jeden ze zwolenników Elyon (odc. 27),
  - Ed, komórka Will (odc. 29),
  - Cedric (odc. 33),
  - bezdomny (odc. 34),
  - mężczyzna na widowni (odc. 36),
  - Clubber (odc. 37, 45),
  - jeden z uczniów (odc. 38),
  - Vathek (odc. 40-52),
  - prowadzący koncert (odc. 41),
  - Bitterroot (odc. 42),
  - Jerry (odc. 42),
  - jeden z Zamballan (odc. 42),
  - jeden z uczniów (odc. 46),
  - jeden z mężczyzn pod wpływem Nerissy (odc. 46),
  - Marco (odc. 47),
  - trener (odc. 48),
  - Matt w postaci Fobosa (odc. 48),
  - Caleb w postaci Fobosa (odc. 48),
  - Blunk w postaci Fobosa (odc. 48),
  - kamienny potwór będący Sercem Aridii (odc. 48),
  - mężczyzna, który nie chciał dać słodyczy (odc. 49),
  - jedna z osób na Halloweenowym festynie (odc. 49),
  - Drake (odc. 50-52),
  - sędzia na wystawie prac malarskich (odc. 50),
  - Tom Lair (odc. 52),
  - Raphael Sylla (odc. 52)
- Katarzyna Tlałka –
  - Nerissa,
  - agentka Maria Medina (odc. 29)
- Maria Machowska –
  - Elyon,
  - Susan Vandom (odc. 4-6, 9, 14, 17, 24, 29-31, 34, 36, 39-40, 52),
  - nauczycielka klasy Lilian (odc. 5),
  - siostra Michaela (odc. 8),
  - Chris (odc. 9, 35),
  - Bess Grumper (odc. 11, 13, 38, 45)
- Dorota Chaniecka –
  - Halinor,
  - Miranda (odc. 27-52),
  - dyrektorka Knickerbocker (odc. 27-52),
  - dziewczynka (odc. 27),
  - Lilian (odc. 28, 32, 47, 49, 52),
  - Alchemy (odc. 29, 34),
  - Theresa Cook (odc. 30, 37),
  - pralki (odc. 34),
  - blondwłosa cheerleaderka (odc. 38),
  - bordowowłosa cheerleaderka (odc. 38),
  - Cassidy (odc. 40-52),
  - Halinor w postaci dyrektorki Knickerbocker (odc. 44)
- Tomasz Zaród –
  - Vathek (odc. 1-39),
  - kupiec (odc. 3),
  - Tom Lair (odc. 4),
  - Dean Collins (odc. 5, 13),
  - pan Puddington (odc. 6),
  - jeden ze strażników (odc. 8),
  - Chen Lin (odc. 16),
  - jeden ze strażników (odc. 19),
  - jeden ze strażników więzienia Cavigor (odc. 21),
  - kapitan straży (odc. 22),
  - Julian (odc. 22),
  - jeden z buntowników (odc. 23),
  - jeden ze strażników (odc. 23)
- Maciej Walentek –
  - Julian (odc. 30, 32, 41, 51-52),
  - jeden z Meridiańczyków (odc. 30)

oraz:
- Dariusz Stach –
  - Martin (odc. 1-26),
  - Raythor (odc. 3),
  - Clubber (odc. 4, 9),
  - blondwłosy klient Srebrnego Smoka (odc. 6),
  - nauczyciel (odc. 7, 13),
  - jeden z uczniów (odc. 7),
  - chłopak noszący czapkę, który przeszedł obok W.I.T.C.H. i Elyon (odc. 7),
  - chłopak, który mówił do Cornelii koleś (odc. 7),
  - snowboardzista (odc. 7),
  - chłopak zaskoczony naturalnym głosem Sandry (odc. 7),
  - jeden ze strażników (odc. 8),
  - kapitan straży (odc. 8),
  - Chen Lin (odc. 9),
  - Tracker (Tropiciel) (odc. 9),
  - jeden z klientów Srebrnego Smoka (odc. 11),
  - łapacz motyli (odc. 11),
  - Brian (odc. 12),
  - Alborn (odc. 14, 21),
  - Aketon (odc. 19),
  - Julian (odc. 19),
  - jeden ze strażników (odc. 25)
- Natalia Sikorska –
  - dyrektorka Knickerbocker (odc. 1-26),
  - Alchemy (odc. 4),
  - Anna Lair (odc. 4),
  - starsza pani (odc. 5),
  - Trill (odc. 6, 8, 12),
  - Joan Lin (odc. 9),
  - Courtney Grumper (odc. 11, 13),
  - Bess Grumper (jedna scena – błąd dubbingu, odc. 13),
  - uczennica (odc. 13),
  - Miradiel (odc. 14, 21),
  - Miranda (odc. 18-26),
  - praczka (odc. 18),
  - Galgheita Rudolph (odc. 20),
  - mama Gerayi (odc. 23),
  - zmartwiona kobieta (odc. 23)
- Mirella Rogoza-Biel –
  - Lilian (odc. 4-5),
  - dziewczynka (odc. 5),
  - Sandra (odc. 7),
  - Elisabeth Hale (odc. 14),
  - Alchemy (odc. 15),
  - mama Blunka (odc. 23)
- Grzegorz Przybył – jeden ze strażników (odc. 8)
- Mirosław Kotowicz –
  - Martin (odc. 27-52),
  - Drake (odc. 27-28),
  - agent Joel McTienan (odc. 29),
  - kserokopiarka Max (odc. 31),
  - spiker w planetarium (odc. 36),
  - król Zaden (odc. 36),
  - Nigel (odc. 37, 42, 45-46),
  - komentator zawodów pływackich (odc. 48),
  - jedna z osób na Halloweenowym festynie (odc. 49)
- Amanda Leszczyńska –
  - Trill (odc. 27, 29, 36),
  - Amanda Bolland (odc. 31),
  - Anna Lair (odc. 35-36, 39),
  - Cassidy (odc. 39)
- Piotr Polak –
  - Tynar (odc. 28),
  - Alborn (odc. 29, 36-37),
  - Tom Lair (odc. 29, 33, 35),
  - Andrew Hornby (odc. 38),
  - jeden z uczniów (odc. 38)
- Wisława Świątek – jedna z cheerleaderek (odc. 38)
- Rafał Żygiel – Tony Vandom (odc. 40, 43)
- Agnieszka Wajs –
  - Luba,
  - Kadma,
  - Ember (odc. 40-45),
  - Leslie (odc. 42),
  - Sarina Sanchez (odc. 43),
  - Elisabeth Hale (odc. 49),
  - LeeLee Quinonez (odc. 50)
- Mirosław Neinert – Riddle (odc. 52)

i inni
Fragment wiersza Samuela Taylora Coleridge’a „Kubla Chan” w przekładzie Jerzego Pietrkiewicza (odc. 50)
Piosenkę tytułową śpiewała: Anita Sajnóg

Wykonanie piosenek:
- Konrad Ignatowski (odc. 41, 45),
- Anita Sajnóg (odc. 45),
- Ireneusz Załóg (odc. 45)

Lektor:
- Grzegorz Przybył (odc. 27-39),
- Ireneusz Załóg (odc. 40-52)

## Lista odcinków
| Seria | Seria | Liczba odcinków | Premierowa emisja w USA ABC Kids | Premierowa emisja w USA ABC Kids | Premierowa emisja w Polsce Polsat (seria 1)/ Jetix (seria 2) | Premierowa emisja w Polsce Polsat (seria 1)/ Jetix (seria 2) |
| Seria | Seria | Liczba odcinków | Premiera                         | Finał                            | Premiera                                                     | Finał                                                        |
| ----- | ----- | --------------- | -------------------------------- | -------------------------------- | ------------------------------------------------------------ | ------------------------------------------------------------ |
|       | 1     | 26              | 18 grudnia 2004                  | 17 sierpnia 2005                 | 1 maja 2005                                                  | 16 października 2005                                         |
|       | 2     | 26              | 5 czerwca 2006                   | 23 grudnia 2006                  | 6 listopada 2006                                             | 20 czerwca 2007                                              |

## Emisja
- W Polsacie serial pojawił się:
  - I seria (odcinki 1-26) – 1 maja 2005 roku,
  - II seria (odcinki 27-39) – 26 listopada 2006 roku.
  - II seria (odcinki 40-52) – 30 września 2007 roku.
- W Jetix serial pojawił się:
  - I seria (odcinki 1-26) – 1 października 2005 roku,
  - II seria (odcinki 27-39) – 6 listopada 2006 roku,
  - II seria (odcinki 40-52) – 4 czerwca 2007 roku.
- W TV Puls serial pojawił się:
  - I seria (odcinki 1-26) – nieemitowana,
  - II seria (odcinki 27-52) – 11 listopada 2009 roku.

## DVD
| Nazwa                                           | Data wydania     | Odcinki | Wydawca           |
| ----------------------------------------------- | ---------------- | --- | ----------------- |
| W.I.T.C.H. Czarodziejki Część 1                 | 2006             | - Początek - Ciąg dalszy - Klucz                                                                           | Imperial CinePix  |
| W.I.T.C.H. Czarodziejki Część 2                 | 2006             | - Wszystkiego najlepszego Will - Prace społeczne - Labirynt - Dziel i rządź                                | Imperial CinePix  |
| W.I.T.C.H. Czarodziejki Część 3                 | 2006             | - Zasadzka w Torus Finney - Powrót Tropiciela - Żywy obraz - Kamień Threbe                                 | Imperial CinePix  |
| W.I.T.C.H. Komiks Filmowy: Tom 1 – Początek     | 30 kwietnia 2007 | - Początek - Ciąg dalszy - Klucz                                                                           | Egmont Polska     |
| W.I.T.C.H. Komiks Filmowy: Tom 2                | 30 maja 2007     | - Wszystkiego najlepszego Will - Prace społeczne - Labirynt - Dziel i rządź                                | Egmont Polska     |
| Magiczna seria Czarodziejek W.I.T.C.H. Część 1  | 29 marca 2011    | - Początek - Ciąg dalszy - Klucz                                                                           | Wydawnictwo Bauer |
| Magiczna seria Czarodziejek W.I.T.C.H. Część 2  | 12 kwietnia 2011 | - Wszystkiego najlepszego Will - Prace społeczne - Labirynt - Dziel i rządź                                | Wydawnictwo Bauer |
| Magiczna seria Czarodziejek W.I.T.C.H. Część 3  | 26 kwietnia 2011 | - Zasadzka w Torus Finney - Powrót Tropiciela - Żywy obraz - Kamień Threbe                                 | Wydawnictwo Bauer |
| Magiczna seria Czarodziejek W.I.T.C.H. Część 4  | 10 maja 2011     | - Odnaleziona księżniczka - Wiadomość z ostatniej chwili - Noc rodziców - Błotne ślimaki - Potworny spacer | Wydawnictwo Bauer |
| Magiczna seria Czarodziejek W.I.T.C.H. Część 5  | 24 maja 2011     | - Duchy Elyon - Pozory mylą - Podwodna kopalnia - Pieczęść Fobosa - Ucieczka z Cavigoru                    | Wydawnictwo Bauer |
| Magiczna seria Czarodziejek W.I.T.C.H. Część 6  | 7 czerwca 2011   | - Wyzwanie - Bitwa na Polach Meridianu - Na ratunek - Skradzione Serce - Ostatnia bitwa                    | Wydawnictwo Bauer |
| Magiczna seria Czarodziejek W.I.T.C.H. Część 7  | 21 czerwca 2011  | - Anonimowa - Zdrada - Zmiany - Niebezpieczeństwo                                                          | Wydawnictwo Bauer |
| Magiczna seria Czarodziejek W.I.T.C.H. Część 8  | 5 lipca 2011     | - Wróg - Fasady - Śmieci - Polowanie                                                                       | Wydawnictwo Bauer |
| Magiczna seria Czarodziejek W.I.T.C.H. Część 9  | 19 lipca 2011    | - Iluzja - Klejnot - Wiedza                                                                                | Wydawnictwo Bauer |
| Magiczna seria Czarodziejek W.I.T.C.H. Część 10 | 2 sierpnia 2011  | - Frajer - Łaska - Egoistka                                                                                | Wydawnictwo Bauer |
| Magiczna seria Czarodziejek W.I.T.C.H. Część 11 | 16 sierpnia 2011 | - Posłuszeństwo - Obrońcy - Ofiara - Nieustępliwa                                                          | Wydawnictwo Bauer |
| Magiczna seria Czarodziejek W.I.T.C.H. Część 12 | 30 sierpnia 2011 | - Ego - Trauma - Nierozłączne - Zwycięstwo                                                                 | Wydawnictwo Bauer |
| Magiczna seria Czarodziejek W.I.T.C.H. Część 13 | 13 września 2011 | - Wiedźma - Zanadu - Poddaj się - Szczyt                                                                   | Wydawnictwo Bauer |
| W.I.T.C.H. Czarodziejki Przygoda 1              | 13 lipca 2012    | - Początek - Ciąg dalszy - Klucz                                                                           | CD Projekt        |
| W.I.T.C.H. Czarodziejki Przygoda 2              | 13 lipca 2012    | - Wszystkiego najlepszego Will - Prace społeczne - Labirynt - Dziel i rządź                                | CD Projekt        |
| W.I.T.C.H. Czarodziejki Przygoda 3              | 13 lipca 2012    | - Zasadzka w Torus Finney - Powrót Tropiciela - Żywy obraz - Kamień Threbe                                 | CD Projekt        |